# Cot Alurglong
Cot Alurglong är ett berg i Indonesien.   Det ligger i provinsen Aceh, i den västra delen av landet, 1 800 km nordväst om huvudstaden Jakarta. Toppen på Cot Alurglong är 473 meter över havet.
Terrängen runt Cot Alurglong är varierad.Runt Cot Alurglong är det ganska glesbefolkat, med 34 invånare per kvadratkilometer. I omgivningarna runt Cot Alurglong växer i huvudsak städsegrön lövskog.